# Els Plans (Talau)
Els Plans (([ɵls'plans]), oficialment en francès Les Plans) és un antic poble, ara reduït a un parell de masies, del terme comunal d'Aiguatèbia i Talau, a la comarca del Conflent, de la Catalunya del Nord. Pertanyia a l'antiga comuna de Talau.
Està situat al nord del centre de la comuna actual d'Aiguatèbia i Talau, a la zona nord-occidental de l'antic terme de Talau, al qual pertanyia.
L'antic poble conserva l'església romànica de Sant Miquel dels Plans, que havia estat parroquial.

## Etimologia
Joan Coromines, en el seu Onomasticon Cataloniæ, situa els derivats de pla, plana, molt abundants en català, com a derivats del llatí comú planus, amb el mateix significat actual. Es tracta d'un topònim de caràcter descriptiu, indicatiu del lloc on es troba aquest antic poble.